# Група восьми (університети Австралії)
Гру́па восьми́ (англ. Group of Eight, Go8) — об'єднання восьми провідних університетів Австралії. Об'єднання було організоване в 1994 році як неформальна група віце-президентів, a в 1999 році оформилася офіційно. «Група восьми» часто виступає як лоббістська група, що відстоює інтереси своїх університетів. Всі основні кампуси університетів знаходяться в шести найбільших столичних містах Австралії. Іноді порівнюється з «Лігою плюща», об'єднанням престижних американських університетів.

## Університети групи восьми
|      | Університет                                                  | Місто            | Штат, територія                  | Заснований | Отримав статус | THE | ARWU    | QS   | CWTS | Фото | Кольори | Сайт                                            |
| ---- | ------------------------------------------------------------ | ---------------- | -------------------------------- | ---------- | -------------- | --- | ------- | ---- | ---- | ---- | ------- | ----------------------------------------------- |
|      | Аделаїдський (University of Adelaide)                        | Аделаїда         | Південна Австралія               | 1874       | 1874           | 142 | 101–150 | 125  | 203  |      |         | [Архівовано 22 квітня 2021 у Wayback Machine.]  |
| ANU  | Австралійський національний (Australian National University) | Канберра         | Австралійська столична територія | 1946       | 1946           | 47  | 77=     | 22   | 100  |      |         | [Архівовано 13 грудня 2020 у Wayback Machine.]  |
| UM   | Мельбурнський (University of Melbourne)                      | Мельбурн         | Вікторія                         | 1853       | 1853           | 33= | 40      | 42   | 123  |      |         | [Архівовано 27 січня 2010 у Wayback Machine.]   |
|      | Монаша (Monash University)                                   | Мельбурн         | Вікторія                         | 1958       | 1958           | 74  | 79=     | 65   | 168  |      |         | [Архівовано 1 березня 2019 у Wayback Machine.]  |
| UNSW | Нового Південного Уельсу (University of New South Wales)     | Сідней, Канберра | Новий Південний Уельс            | 1949       | 1949           | 78= | 101–150 | 49=  | 195  |      |         | [Архівовано 24 березня 2021 у Wayback Machine.] |
| UQ   | Квінслендський (University of Queensland)                    | Брисбен          | Квінсленд                        | 1909       | 1909           | 60= | 55      | 51=  | 143  |      |         | [Архівовано 28 лютого 2019 у Wayback Machine.]  |
| USYD | Сіднейський (University of Sydney)                           | Сідней           | Новий Південний Уельс            | 1850       | 1850           | 60= | 82      | 46=  | 197  |      |         | [Архівовано 1 березня 2019 у Wayback Machine.]  |
| UWA  | Західноавстралійський (The University of Western Australia)  | Перт             | Західна Австралія                | 1911       | 1911           | 125 | 96=     | 102= | 274  |      |         | [Архівовано 6 лютого 2006 у Wayback Machine.]   |